# ايلي كوهين (ممثل)
ايلي كوهين (بالعبرية: אלי כהן‏) هو كاتب سيناريو ومخرج وممثل إسرائيلي، ولد في 18 ديسمبر 1940 بالخضيرة في فلسطين.

## وصلات خارجية
- ايلي كوهين على موقع IMDb (الإنجليزية)
- ايلي كوهين على موقع ألو سيني (الفرنسية)
- ايلي كوهين على موقع ميوزك برينز (الإنجليزية)
- ايلي كوهين على موقع أول موفي (الإنجليزية)
- ايلي كوهين على موقع قاعدة بيانات الأفلام السويدية (السويدية)
- ايلي كوهين على موقع قاعدة بيانات الفيلم (الإنجليزية)
- ايلي كوهين على موقع كينوبويسك (الروسية)